# Heidemarie Theobald

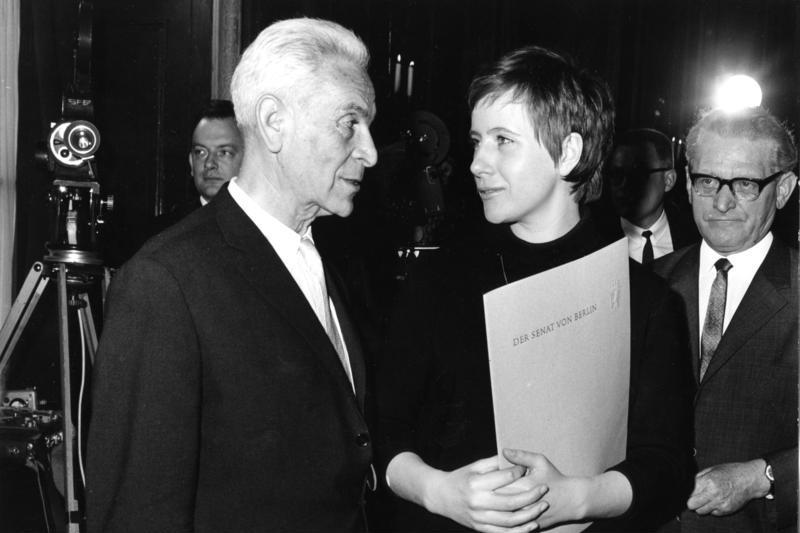
Heidemarie Theobald 1965 mit Ernst Deutsch

Heidemarie Fitzi-Theobald (* 29. Juli 1938 in Berlin; † 17. Dezember 2021) war eine deutsche Schauspielerin.

## Leben
Sie erhielt ihre Ausbildung an der Max-Reinhardt-Schule für Schauspiel in Berlin. 1957 bis 1959 war sie am Theater Bremen engagiert und dort 1957 als Julia in Romeo und Julia zu sehen.
Von 1959 bis 1969 und dann wieder von 1972 bis 1976 war sie Mitglied des Ensembles der Staatlichen Schauspielbühnen Berlin. Sie trat besonders am Schiller- und Schlossparktheater auf. Von 1969 bis 1970 gehörte sie dem Bayerischen Staatsschauspiel in München an. Ab 1976 war sie freischaffend, 1981/82 spielte sie wieder am Theater Bremen als Trude in Martin Walsers Zimmerschlacht.
Zu ihren Rollen gehörten Leila in der Uraufführung von Jean Genets Die Wände (1961), die Titelrolle in Shaws Die heilige Johanna (1962), Putzi in Wer hat Angst vor Virginia Woolf? (1963), die Titelrolle in Maria Stuart (1969), Die Gute in Thomas Bernhards Ein Fest für Boris (1971), Natalie in Prinz Friedrich von Homburg (1972) und  Charly in der bundesdeutschen Erstaufführung von Die neuen Leiden des jungen W. (1973).
Im Film und Fernsehen war die vielbeschäftigte Theaterschauspielerin nur sehr selten zu sehen. Sie wirkte aber öfter bei Hörspielen mit, beispielsweise Schloß Gripsholm von 1964. Als Synchronsprecherin sprach sie unter anderem Haya Harareet in Ben Hur und Leslie Caron in Gigi. Sie trat auch bei Dichterlesungen auf.
Verheiratet war Heidemarie Theobald seit 1966 mit dem Theaterregisseur und -autor Hans Peter Fitzi.

## Filmografie (Auswahl)
- 1957: Unter Palmen am blauen Meer
- 1959: Ben Hur (als Synchronsprecherin)
- 1961: 101 Dalmatiner (als Synchronsprecherin)
- 1964: Der versteinerte Wald (1936) (als Synchronsprecherin)
- 1969: Die Katze auf dem Gleis
- 1970: Der Kirschgarten
- 1980: Der gelbe Stern. Die Judenverfolgung 1933 - 1945 (nur Sprecherin)
- 1984: Die Wupper
- 1986: Das Totenreich (2 Teile)